# Прабългаристика
Прабългаристиката е дял от ориенталистиката, който изучава историята на прабългарите и техния език.
Традиционно българската и световната наука приемат, че прабългарският език е от групата на тюркските езици, като той обикновено се включва в подгрупата на огурските езици, значително отличаваща се от останалите тюркски езици. Освен това във времето и пространството съществува сериозно разминаване в етногенезата на прабългарите и тюрките. Наличието едновременно с тюркските и на някои ирански елементи в прабългарския език, допълнително усложнява картината. Ограничените данни за езика и ранната история на прабългарите не дават възможност за еднозначно разрешване на въпроса за техния произход.
Несигурността около произхода на прабългарите се засилва и от новата тенденция в България за оспорване на съществуващите схващания, както и фактът, че „новите прабългаристи“ са често неспециалисти, склонни към свободно тълкование на писмените извори и археологическите паметници.

## Развитие в миналото

### XVIII век
Национализмът възниква през XVIII век в Западна Европа, като развитието му е тясно свързано с опитите за създаване на националните държави. В контекста на национализма се появяват и първите научни трудове, които се опитват да осветлят европейската публика по въпросите, свързани с произхода на народите обитаващи Османската империя и в тази връзка кои са българите. Така в зората на Българското възраждане, проблемът около произхода на българите и ролята на прабългарите в него, започва да търси своето разрешение.

#### Тюрко-татарска теза
Първата научна теза за произхода на прабългарите, която се появява е т. нар. „тюрко-татарска“ теория, която макар и с известни корекции е най-популярна в научните среди до днес. В 1709 г. шведският изследовател Йохан Филип фон Страленберг, който попада в руски плен и е заточен в Сибир, свързва етнонима „българи“ с р. Волга и гр. Булгар, като и с казанските татари. Неговият съвременник Василий Татишчев възприема тази идея и започва да я популяризира. Тя е възприета и от немските учени на руска служба Август Шльоцер и Йохан Кристиан фон Енгел, както и на шведа Йохан Тунман. Според тази теория съвременните българи са славянизирани потомци на един от евразийските „тюрко-татарски“ народи. Много ясно са очертани нейните параметри от фон Енгел, който обобщава основните ѝ постулати в съчинението си „История на българите в Мизия“ от 1797 г. В 1758 г. французинът Жозеф дьо Гин самостоятелно изказва хипотезата, че българите произхождат от татарите. Ж. Посейнел, отново французин, в 1765 г. изказва същото мнение. Части от Сибир и Средна Азия са наричани през периода от XIII до XIX век в Западна Европа Тартария, и са смятани за области обитавани от татари, като са свързвани с хунските, тюркските и монголските нашествия в Европа.

### XIX век
С наложилата се политика на Русия, като естествен закрилник на славяните на Балканите идеите за идентичност между българи и руси, макар и не в най-крайния им вид, добиват широка популярност сред българската възрожденска интелигенция, която упорито се придържа към тях, отхвърляйки всякакви тези, които определят древните българи като тюрки.

#### Славянска теза
Славянската теория е подхваната с огромна страст през 1820-те години от Юрий Венелин. Той остро напада Енгел и се обявява категорично в полза на „славянската“ теория. За целта са мобилизирани очевидни аргументи, формулирани още от Мавро Орбини и Йован Раич и възприети напълно от Паисий Хилендарски. Венелин отхвърля тезите на Енгел за славянизирането и румънизирането на първоначалните българо-татари, от който процес произлезли съвременните българи и власи. Идеите му за идентичността между българи и руси, добиват широка популярност сред българската възрожденска интелигенция, която се придържа към славянската теория, отхвърляйки всякакви тези, които определят древните българи като тюрки.

#### Индоевропейска теза
Пръв изразител на автохтонистките настроения е Георги Раковски, който в средата на XIX век определя българите като един от най-древните народи на Балканите и на света, разглежда античното население на нашите земи като протобългарско, славяноезично, но под имената илири, траки и македонци. Раковски, без солидна подготовка и без усет за допустимото в научното издирване, се отдава на смели фантазии. Така Филип и Александър Македонски се превръщат в българи, а „българи“ отдавна е синоним и на славяни и всеки опит за развенчаване на тезата за славянски характер на българската народност и нация бива посрещан остро от българската общественост. В своето съчинение „Българска старина“ изказва следната хипотеза: Българите, подобно на повечето древни народи, произхождат от „Хиндостан“ и „сичките живеющи в Европа народи са преселци въобще от Азия“. Те спадат към клона на индоевропейските или по-точно на „арийските“ народи, а българският език е тясно свързан със санскритския.

#### Угро-финска теза
Друга група учени през XIX век започва да поддържа, че прабългарите са брънка от угро-финските народи. Тук трябва да бъдат отнесени изследванията в това направление на французина Жан Клапрот, на немците Каспар Цойс и Роберт Рьослер, на чеха Павел Шафарик, на русите Александър Хилфердинг и Виктор Григорович. Привърженик на угро-финската хипотеза е и Константин Иречек. Угрофинската хипотеза има различни нюанси. Едни от нейните привърженици твърдят, че прабългарите имат фински произход, други, че те са чуди, трети – удмурти, а четвърти – самоеди или ненци.

#### Следващи дебати
На този фон започват дебати между Марин Дринов и Гаврил Кръстевич, който пръв лансира в българска среда „хуно-тюркската“ теория за произхода на прабългарите. Дринов гневно възразява срещу тезите на Кръстевич. В крайна сметка в яростната полемика победител е Дринов, докато Кръстевич е принуден да обяснява, че хуните всъщност са славяни. Дринов е още по-категоричен, когато на свой ред заявява, че каквито и да са били древните българи, съвременният български народ е изцяло славянски и няма нищо общо с тези татари. Дринов яростно се нахвърля и върху тезата за автохтонния произход на славяно-българите и посочва, че славяните са заселили в късноантичната и ранносредновековната епоха Балканския полуостров, идвайки от пределите на тогавашната Руска империя. Автохтонните теории на Раковски намират отзвук сред част от българската възрожденска общественост, особено в зоните на най-остро противопоставяне между българи и гърци, където „автохтонността“ на българското население е трябвало да бъде доказвана ежедневно. С автохтонисти, ранни любители на „фолк-историята“, наречени от него „македонисти“ се сблъсква по това време Петко Славейков, който узнава от тях, че „македонците“ са отделен народ, различен от „българите-татари“ и са с древни балкански корени.
 

### XX век
Паралелно с тези дебати в българското общество теорията за „монголския“ произход на древните българи става любима теза на националистическите кръгове в Сърбия и Гърция. Попаднали в ситуация на конкуренция с надигащия се български национализъм, представителите на тези кръгове експлоатират теорията за „тюрко-татарските“ българи изцяло в угода на своята пропаганда. В гръцката версия „туранският“ произход на българите е доказателство преди всичко за расова и културна непълноценност. В сръбската версия прабългарите са завладели временно обширни части от Балканите, като са покорили славянските (т.е. сръбските племена), като това доказва изкуствения характер на българската нация, конструирана от Великите сили през XIX век, за да пречи на обединителната роля на сръбството сред южните славяни.

#### Антиславянска доктрина
В началото на века и особено след Балканските и Първата световна война, в които България воюва срещу славянските Сърбия и Русия, на арената все повече се налагат привържениците на „тюркската“ теза. Сред тях се открояват учени като Иван Шишманов, Стефан Младенов и Васил Златарски. Прабългарите се превръщат в държавнотворен народ, а „нечистият“ славянски произход на съвременните българи се превръща в тяхно предимство. Прабългарите са сравнени с германските франки и викингските руси, които мобилизират гало-римското или съответно източнославянско население, като създават неговата държавност във Франкското кралство и Киевска Рус.

#### Автохтонна теза
Поддръжник на тази теза е Ганчо Ценов, който я развива в началото на XX век. Още в първото си по-значително съчинение, посветено на праезика и прародината на древните българи, той влиза в остра полемика с представителите както на „туранската“, така и на „славянската“ теория. В трудовете на Ганчо Ценов, читателят открива автохтонистката теза, че скити, траки, хуни, готи, славяни и българи са всъщност названия на един народ, който от памтивека обитава Балканския полуостров. Той доразвива старите възгледи на Раковски, че славяно-българите са коренно население на Балканите.

#### Теза за смесен произход
Тази теза е поддържана от А. А. Куник, Вацлав Томашек, А. П. Смирнов, Гюла Моравчик, Константин Иречек, Геза Фехер, М. И. Артамонов, Веселин Бешевлиев и др., които смятат, че прабългарите са от смесен произход, че при тях има смесване на тюркски с индоевропейски (сарматски, алански) племена. Поради това някои от тези учени се опитват да обяснят името „българин“ („булгар“) с тюркския глагол „булгамак“ („bulghamak“, осм. тур. „bulamak“) – „размесвам, разбърквам“.

#### Хунорска теза
Друга насока на прабългарските проучвания дава Димитър Съсълов. Между двете световни войни, неговата теория свързва прародината на прабългарите със земите, източно от Памир, с Тарим в Източен Туркестан. Според него става дума за древен индоевропейски народ, родствен с тохарите и иранските памирски народи, който мигрирал на запад в рамките на хунската миграция. „Хунори“ е терминът, който Съсълов използва за хуните, или хунну, които според него са също така индоевропейци, а не тюрки или монголи. Тезите на Съсълов намират добър прием сред част от българската интелигенция през 30-те години, а през 1938 г. се основава и организацията „Българска орда“. „Хунорското“ начало става много актуално в годините на Втората световна война, когато антиславянската реторика на нацистка Германия поставя в неудобно положение българската национална доктрина. Така според Тодор Панов, участвал във формирането на „Хунския“ културно-идентификационен проект, който става политически функционален през първата половина на 40-те години, нацията не е историческа, а биологическа категория. У съвременните българи според него „тече кръвта на техните първи азиатски прародители – хуните, с твърде незначителен принос от славянска кръв“.

#### По време на НРБ
През втората половина на 1940-те години е даден старт за погром над „хунорската“ теза. През 1950-те години и особено през 1960-те години се реабилитира тезата за тюркския произход на прабългарите, която изцяло се утвърждава през 1970-те години. В тази посока фундаментално значение имат работите на Димитър Ангелов и Станчо Ваклинов, преиздаването на трудовете на В. Златарски, В. Бешевлиев, П. Мутафчиев, Ив. Дуйчев. Без съмнение в тази посока са усилията и на Васил Гюзелев, Петър Петров и мнозина други представители все още на академичната наука. Тази теза намира широк прием и извън България, в СССР, Унгария, Турция, поддържа се и от водещи западни изследователи-тюрколози и медиевисти. Тюркския произход на прабългарите намира своето широко приложение и през 80-те години във времето на т.нар. възродителен процес, когато наличието на всякаква тюркоезичност в страната се обяснява с прабългарския етнически компонент. Краткото времетраене на „възродителния процес“ не позволява тези теории да се разгърнат напълно.

## Съвременни виждания
След 1989 г. и променената политическа доктрина на България страната обръща гръб на Русия, което стимулира желанието да бъде омаловажен славянският компонент в етногенезиса на българите. Това създава вакуум, който поражда стремеж да се „реабилитира“ прабългарското наследство. Паралелно с това се изостря и комплексът от тюркския произход на прабългарите. В резултат на тези тежнения започва „патриотизация“ на българската историография. Така прабългарите се трансформират от малобройна, тюрко-алтайска, степна орда, асимилирана езиково от многолюдните славянските племена и приела християнската византийска култура, във високоразвити арийци, доминиращи числено и културно над завареното ромейско население и заселилите се преди тях в ранносредновековна Византия славяни.

### „Патриотизация“ в България

#### Антитурски ревизионизъм
През този период българският национализъм продължава да се храни от идеите на „възродителния процес“. Антитурската реторика намира израз в теориите, които оспорват тюркската теза за произхода на прабългарите. Възраждат се иранската теза за техния произход. Тюркската теория скоро се превръща в срамно петно за нейните поддръжници, въпреки популярността ѝ в световната медиевистика. Сред най-горещите поддръжници на иранската теза е Петър Добрев, стопански историк. Иранската теза намира свои поддръжници в академичните среди в България с различни нюанси и критики по отношение на тезите на Добрев. Така например Пламен Цветков възражда тезите на Съсълов, като приема, че прабългарите са уникален древен народ, свързан с „хунорите“, говорещ на алтайски език, но силно повлиян от индоевропейските езици, далеч по-древен от тюркските езици.

#### Политическа и обществена намеса
Наред с реално съществуващата научна дискусия по тези въпроси в научните среди започва да се намесва и политиката. Сред фондациите, които спонсорират проучвания в областта на прабългаристиката, се откроява „Тангра ТанНакРа“, която намира подкрепа в определени политически кръгове и прокарва определени политико-културни внушения. Така например луксозното ѝ издание „Българската цивилизация“ от 2007 г. е спонсорирано от Министерството на културата и се свързва с тържествата, посветени на приемането на България в Европейския съюз. В известен смисъл нейните публикации представляват онази част от българската историческа мисъл, която подкрепя индоевропейската теория, независимо от резервите има към нея на част от колегията.
През 2013 г. председателят на НС Михаил Миков публично обещава да се премахне от официалните държавни сайтове тезата за тюркския произход на прабългарите, като недопустима за българската история манипулация. Изявлението е направено по повод на искане отправено от редица неправителствени организации.

#### Параисторични групи
По тези въпроси започват да се изявяват и неформални кръгове, изразяващи радикални мнения, които приемат своята крайна форма в дейността на определени интернет форуми, националистически организации и други „параисторични“ групи. Дейността им се подклажда от възродените националистически пропаганди на Балканите, които засилват комплекса от азиатския произход на прабългарите. Основните тези на част от съмишлениците са, че произходът на прабългарите е автохтонен, а самите те са индоевропейци, които са мигрирали от Балканите до Централна Азия през бронзовата епоха и са се върнали в прародината си през ранното средновековие. Като цяло привържениците на тези групи, макар и в различна степен, се стремят да докажат пълната обособеност на съвременните българи и прабългарите, както от тюркската, така и от славянската етно-лингвистична общност. По-широката интелигентна публика се сблъсква с някои от техните параисторични публикации в част от изданията на издателство „Тангра ТанНакРа“, както и в списания като „Ави Тохол“, издавано от „Българска орда“.

#### Критични отзиви
Част от учените в страната, приемат тезите за чистия ирански произход на прабългарите за политически мотивирани, като не ги смятат за плод на академична научна дейност в областта на прабългаристиката, а като опит за търсене на посткомунистическа идентичност, целящ българите да бъдат извадени от сянката на културното наследство на Османската империя и СССР. Идеите на Петър Добрев са критикувани от някои автори, а научните му методи са определяни като „свободна интерпретация на извори и паметници“. Други учени характеризират като безумия, някои от тезите които се налагат в общественото пространство по въпроса. Не липсва и сатира и осмиване на някои от ширещите се наукоподобни твърдения на „патриотичната ни“ историография. Извън България иранската теза се приема също доста резервирано. Смята се, че тя няма толкова академичен характер, а по-скоро е плод на временен националистически уклон в научните среди в България.

### Отново за смесен произход
В резултат на ожесточилия се спор в научните страни отново се прокарва балансирана теза, която е застъпвана и по-рано, а именно, че прабългарският етнос е формиран на етапи, тоест – етногенетично. Съвременните комплексни изследвания показват, че големите евразийски степни съюзи не са били расово еднородни. Според Рашо Рашев през II – IV век на територията между Урал и Алтай се смесват тюркски, угърски и ирански общности образувайки обособена група в рамките на хунския съюз. През V – VI век към тях са присъединени нови ирански групи в степната зона на Източна Европа, както и угърски преселници от Урал. Народният език на големи групи от завареното население е ирански с тюркско влияние, но елитът е изцяло тюркски. Според Стефан Йорданов в етническата история примерите за взаимовлияния и сливане на племена с различен произход не са малко и прабългарите са един от тези примери. В етнокултурен аспект те, както и една голяма част от останалите тюркски племена, са били подложени на силни ирански влияния, но по отношение на своя етнолингвистичен произход те спадат към групата на тюркските народи.

### Стара Велика България: Русия и Украйна
Тъй като първото държавно образувание на прабългарите – Стара Велика България се намира на териториите в южната част на Европейска Русия и Украйна, то там от времето на СССР съществуват учени, които се занимават с проблемите на прабългаристиката. Традиционно в Голямата съветска енциклопедия, още от съветски времена и до днес, сред мнозинството от научните среди в тези държави се поддържа становището, че прабългарите са група тюркски племена, които през IV век навлизат от степите на Централна Азия в лесостепната зона на Източна Европа.

### Волжка България: Чувашия и Татарстан
След разпада на СССР в съвременните Чувашия и Татарстан протичат сложни процеси на търсене на национална идентичност и народностни корени. Може да се каже, че като цяло в тези страни се наблюдава връщане към историята и културата на Волжка България. Водещите чувашки историци В. Д. Димитриев, В. П. Иванов, В. В. Николаев в книгата си „Чуваши: Етническа история и традиционна култура“ отразяват съвременната чувашка концепция за произхода на прабългарите. Според нея оногурите и савирите дават облика на днешните чуваши. Тези две тюркски племена през III – II век пр.н.е. заедно с хунну започнали да мигрират от Алтай на запад. Така попаднали в районите на Седморечието, където влезли в контакт с праугрите и това дало известно отражение върху тях. После попаднали в района на Ферганската долина, който бил гъсто населен с ираноизични племена. Те попаднали там под силно иранско влияние, което се е отразило на антропологичния им тип и погребалните обичаи, но не променило техния древнотюркски език. В Татарстан също се интересуват от произхода на древните българи. Въпросът е свързан косвено с формирането на волжките прабългари и тяхното участие в татарската етногенеза. Тук древните българи са разглеждани като тюркски народ, който е положил основите на Волжка България. Татарите са били втората тюркска вълна, от която се е формирал съвремения татарски етнос. Основни привърженици на тази теория са А. Халиков, М. Закиев, Г. Юсупов, Т. Трифомова, Х. Гимади, Л. Заляй, Н. Калинин и др. Днес чувашката историческа школа обявява чувашите като единствените наследници на волжките прабългари. Същото правят и т.нар. „прабългаристи“ в Татарстан.

### Други виждания
Съгласно наложилата се през XX век теория за туранския произход на прабългарите те са формирани като самостоятелен древнотюркски огурски народ, сроден на хуни, авари и хазари, около средата на II век в Средна Азия чрез смесване на прототюрки, останки от хуно-алтайски, угърски и сарматски племена. Тя е поддържана с някои нюанси, както от повечето западни, така и от повечето руски, украински и балкански медиависти и лингвисти. Следва да се отбележи и същественото допълнение на американския тюрколог Омелян Прицак, че прабългарите се откъсват от туранската етническа общност, далеч преди тя да се обособи в VІІІ – ІХ век като тюркска.
Други автори, като Питър Голдън, отбелязват също, че тюрко-монголските племена в Централна Азия още от първото хилядолетие преди новата ера са имали контакти с местните скито-сармати индоевропейци и са се смесвали с тях. Тези смесени племена са разглеждани от Голдън като предци на носителите на огурските езици, към които се причислява и прабългарският език. Според Голдън тюркските народи от Централна Азия имат комплексен произход и са смес от различни степни племенни групи. Според Валтер Пол племената на евразийските степи не са били етнически хомогенни и често са съюзи на множество племенни групи. Ерик Хобсбаум смята, че езикът им е почти винаги изкуствено наложена конструкция, като властващите елити, а не етно-лингвистичните особености на масите, са определяли езика на новите степни общности.
Съвременните изследвания показват, че евразийските степни племенни съюзи са били твърде разнородни, като днес учените предпочитат етногенетичните теории пред тези за конкретен етнически произход на отделните племена.